# Vigilancia selectiva
La vigilancia selectiva (o intercepción dirigida) es una forma de vigilancia, como las escuchas telefónicas, que se dirige a personas de interés específicas (individuo objetivo) y se distingue de la vigilancia masiva (o intercepción masiva). Tanto la vigilancia selectiva como la no selectiva son sistemáticamente acusadas de tratar a personas inocentes como sospechosos de maneras injustas, de violar los derechos humanos, los tratados internacionales y las convenciones, así como las leyes nacionales, y de no perseguir la seguridad de manera efectiva.

## Descripción
Un informe de 2014 a la Asamblea General de la ONU elaborado por el máximo responsable de las Naciones Unidas en materia de antiterrorismo y derechos humanos condenó la vigilancia electrónica masiva como una clara violación de los derechos fundamentales a la privacidad garantizados por múltiples tratados y convenciones. El informe también hace una distinción entre "vigilancia selectiva" -que "depende de la existencia de sospechas previas sobre el individuo u organización objetivo"- y "vigilancia masiva", mediante la cual "los estados con altos niveles de penetración de Internet pueden [...] obtener acceso al contenido telefónico y de correo electrónico de un número prácticamente ilimitado de usuarios y mantener una visión general de la actividad en Internet asociada con sitios web particulares".
La Cámara de los Lores del Reino Unido también distingue entre estos dos tipos generales de vigilancia. Vigilancia:

- La vigilancia masiva también se conoce como vigilancia "pasiva" o "no dirigida". [...] No está dirigida a ningún individuo en particular, sino que recopila imágenes e información para un posible uso futuro. Los circuitos cerrados de televisión y las bases de datos son ejemplos de vigilancia masiva.
- La vigilancia dirigida es la vigilancia dirigida a individuos particulares y puede implicar el uso de poderes específicos por parte de agencias públicas autorizadas. La vigilancia dirigida puede llevarse a cabo de forma abierta o encubierta, y puede involucrar a agentes humanos. Según la Ley de Regulación de los Poderes de Investigación de 2000 (RIPA), la vigilancia encubierta dirigida es "dirigida" si se lleva a cabo para una investigación u operación específica. En cambio, si se lleva a cabo en instalaciones designadas o en un vehículo, se trata de vigilancia “intrusiva”. Los métodos de selección incluyen la interceptación de comunicaciones, el uso de datos de “tráfico” de comunicaciones, dispositivos de vigilancia visual y dispositivos que detectan movimiento, objetos o personas.

Según una decisión del Tribunal de Justicia de la Unión Europea, solo se justifica la interceptación selectiva de datos de tráfico y ubicación para combatir delitos graves, incluido el terrorismo.

## Selección de objetivos

### Listas de selección de la NSA
El enfoque actual de la NSA y sus organizaciones relacionadas es intentar recopilar todos los datos señales de todo el mundo en todo momento sin ninguna selección previa. Por lo tanto, cualquier selección actual solo se utiliza para objetivos de interés especial, revisión humana o asignación especial de recursos.
Estos selectores incluyen la búsqueda en la web de herramientas de software que mejoran la privacidad como Tor.
Un documento filtrado reveló que para el programa XKeyscore, el uso de idiomas que no son propios de la región en la que uno se encuentra, el uso de criptografía sugirieron como selectores el cifrado y la búsqueda en la web de "cosas sospechosas".